# Denník N
A Denník N szlovákiai napilap, melyet a SME szerkesztőségének korábbi tagjai alapítottak 2014-ben. Előfizetéses modellben működik. Önmeghatározása szerint „politikától, oligarcháktól és pénzügyi érdekcsoportoktól független.” Kiadója az N Press s.r.o.

## Története
2014. október 14-én a (többek között a Gorilla-ügy nevű politikai korrupciós botrányban is érintett) Penta Investments pénzügyi csoport tulajdonrészt szerzett a SME szlovák napilapban. Még aznap felmondott Matúš Kostolný főszerkesztő és a szerkesztőség további 50 tagja. 45 fővel létrehozták a Denník N szerkesztőségét, és közösségi finanszírozási kampányt indítottak, melynek során még az újság indulása előtt 8000 előfizetőt gyűjtöttek. Az ESET internetbiztonsági vállalat 1,2 millió eurót biztosított, melynek feléért megszerezték a részvények 51%-át, a másik fele kölcsön volt. Az újság működését az előfizetési díjakra alapozzák. A napilap 2015. január 30-án indult el.
2016-ban, a Népszabadság bezárása kapcsán szerkesztőségi vezércikkben hívta fel a figyelmet arra, hogy megítélésük szerint a közép-európai sajtót az eladott példányszámok csökkenése mellett a politikai befolyásolás is fenyegeti.
2018-ban segítették a Deník N cseh online napilap megalapítását.
2020-ra a szerkesztőség létszáma csaknem 100 főre (túlnyomórészt újságírók, mellettük tíz programozó) nőtt. A havi 4,99 euróért előfizetők száma 58 000-re emelkedett. Az oldalt havi 1,2 millió látogató keresi fel; közülük csak 5% a fizetőfal mögé rejtett tartalmakat elérő előfizető, míg a rövidhírekhez mindenki szabadon hozzáfér. Az újság harmadik éve nyereséges volt, az Eset kölcsönét visszafizették.

### Magyar nyelvű projekt
2022. február 2-án közösségi finanszírozási kampányt indítottak egy magyar nyelvű projekt elindítása érdekében. Ezt a magyar médiaszabadság válságával, a szlovákiai magyarság „számottevő demokratikus képviseletének” hiányával, illetve azzal indokoltak, hogy „a hazai [szlovákiai] magyar nyelvű média jelentős része politikusok, oligarchák és üzleti érdekcsoportok kezében van”. Az összegyűlt támogatók számától és a támogatási összegtől tették függővé, hogy magyar rovatot, önálló magyar portált, vagy utóbbin túl saját rövidhíres rovatot is indítanak-e. A 2022 első félévében induló projektet Szalay Zoltán vezeti, aki 2019 óta a lap munkatársa, míg korábban az Új Szó és az Irodalmi Szemle főszerkesztője volt. A projektet támogatásáról biztosította Hunčík Péter pszichiáter, író; Németh Ilona képzőművész; Lucia Molnár Satinská nyelvész; Melecsky Kristóf színész és Simon Attila történész. A korábbi Magyar Közösség Pártjához közel álló, magyarországi állami támogatásból működő ma7.sk publicistája ugyanakkor az indoklást hazugságnak minősítette; véleménye szerint „a Denník N mögött szorgoskodó felvidéki liberális magyarok maroknyi csoportja tovább szeretné erőltetni a Most–Híd által megbukott, a társadalmi béke hangzatos jelszava mögé bújtatott, vegyes tudatú nevelést célzó vállalkozást.” A gyűjtés három nap alatt elérte a második küszöbértéket, így biztossá vált az önálló magyar nyelvű portál elindítása.